# 郑州地铁2号线
郑州地铁2号线位于河南省郑州市，是郑州地铁的一条线路，连接位于惠济区的贾河站与位于管城回族区的南四环站，途经惠济区、金水区和管城回族区，全长30.85公里，属于城市轨道交通系统。2号线共分两期建成，其中一期工程由刘庄至南四环，于2016年8月19日通车启用。二期工程为北延线，由贾河至刘庄，于2019年12月28日通车启用。
为了更好地服务郑州航空港经济综合实验区建设，打造一条连接郑州主城区与郑州航空港区的快速通道，2号线与目前与城郊线贯通运营，部分2号线列车可直接通达新郑机场站，形成连接郑州市区和新郑国际机场的机场联络轨道系统。城郊线共设站15个，线路全长约40.84公里，已开通段长31.7公里，于2017年1月12日开通。
2号线在郑州地铁线路图及车站标识中以黄色标示。

## 线路走向

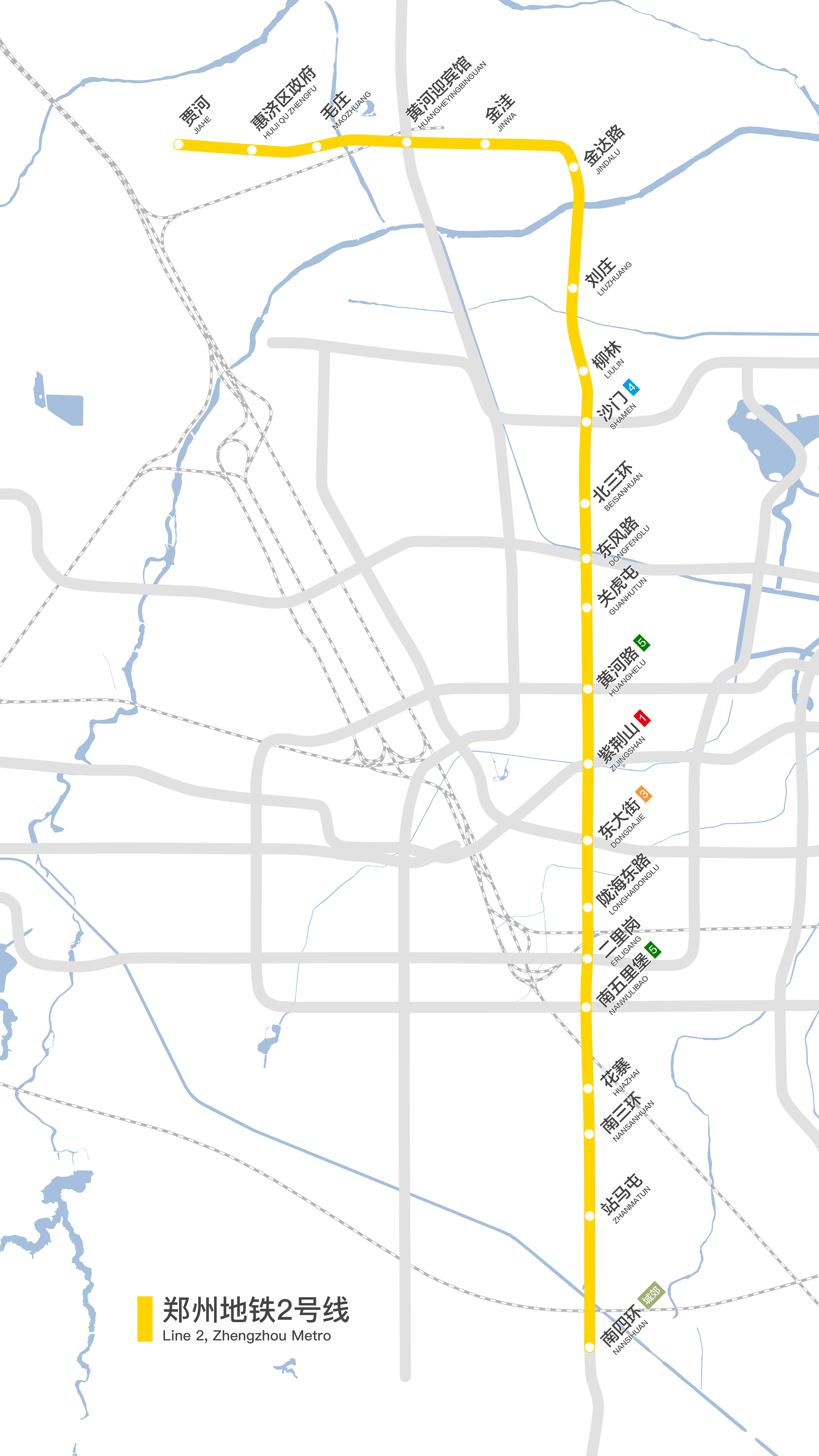
2号线线路图（根据真实走向绘制）

2号线路线西北端起于位于惠济区的贾河站，线路沿开元路地下向东，呈东西走向，至花园路后转向南，呈南北走向，与4号线和5号线分别在沙门站和黄河路站换乘。线路沿花园路向南至紫荆山站与1号线换乘，后沿紫荆山路地下向南，与3号线和5号线分别在东大街站和南五里堡站换乘，后继续向南至终点南四环站，与城郊线连通。2号线在贾河站站前和南四环站站后设有出入段线，分别连接开元路停车场和城南车辆段。

## 车站
目前2号线全线设车站22座，均为地下车站（南四环站站厅位于地面）。

### 车站装饰

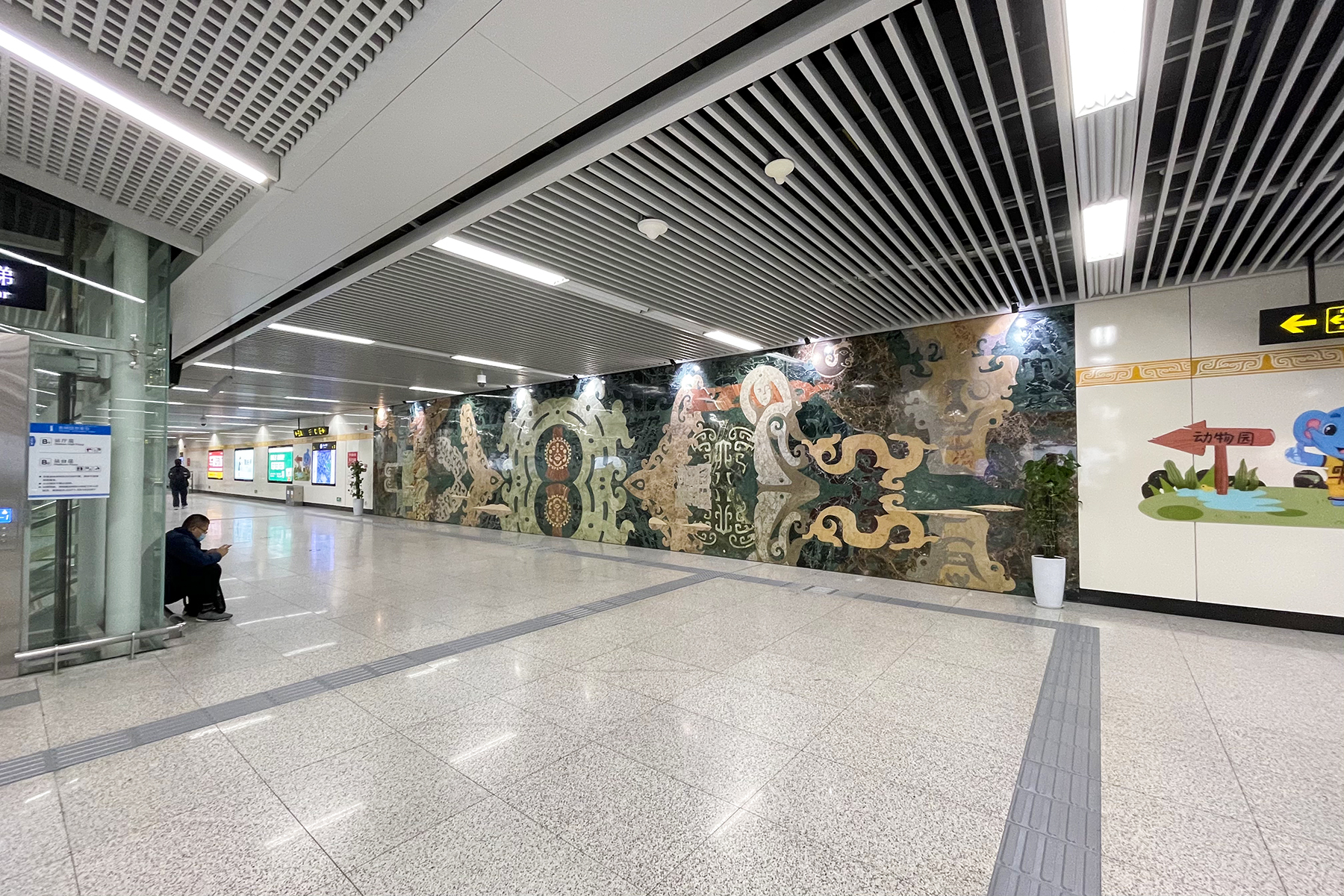
关虎屯站站厅内的“玲珑幻境”文化墙

2号线各站在站内装饰上采用白色为主色调，装饰颜色为黄色。一期工程各站中，有6座车站的站厅内设计有主题文化墙，着重展现6种文化，由郑州市雕塑壁画院设计制作。其中东风路站文化墙名为“大河黎明”，表现主题为陶文化；关虎屯站文化墙名为“玲珑幻境”，表现主题为玉文化；东大街站文化墙名为“仓颉之光”，表现主题为汉字文化；陇海东路站文化墙名为“祈佑”，表现主题为石刻文化；二里岗站文化墙名为“青铜薪火”，表现主题为青铜文化；南五里堡站文化墙名为“寰宇寻根”，表现主题为姓氏文化。

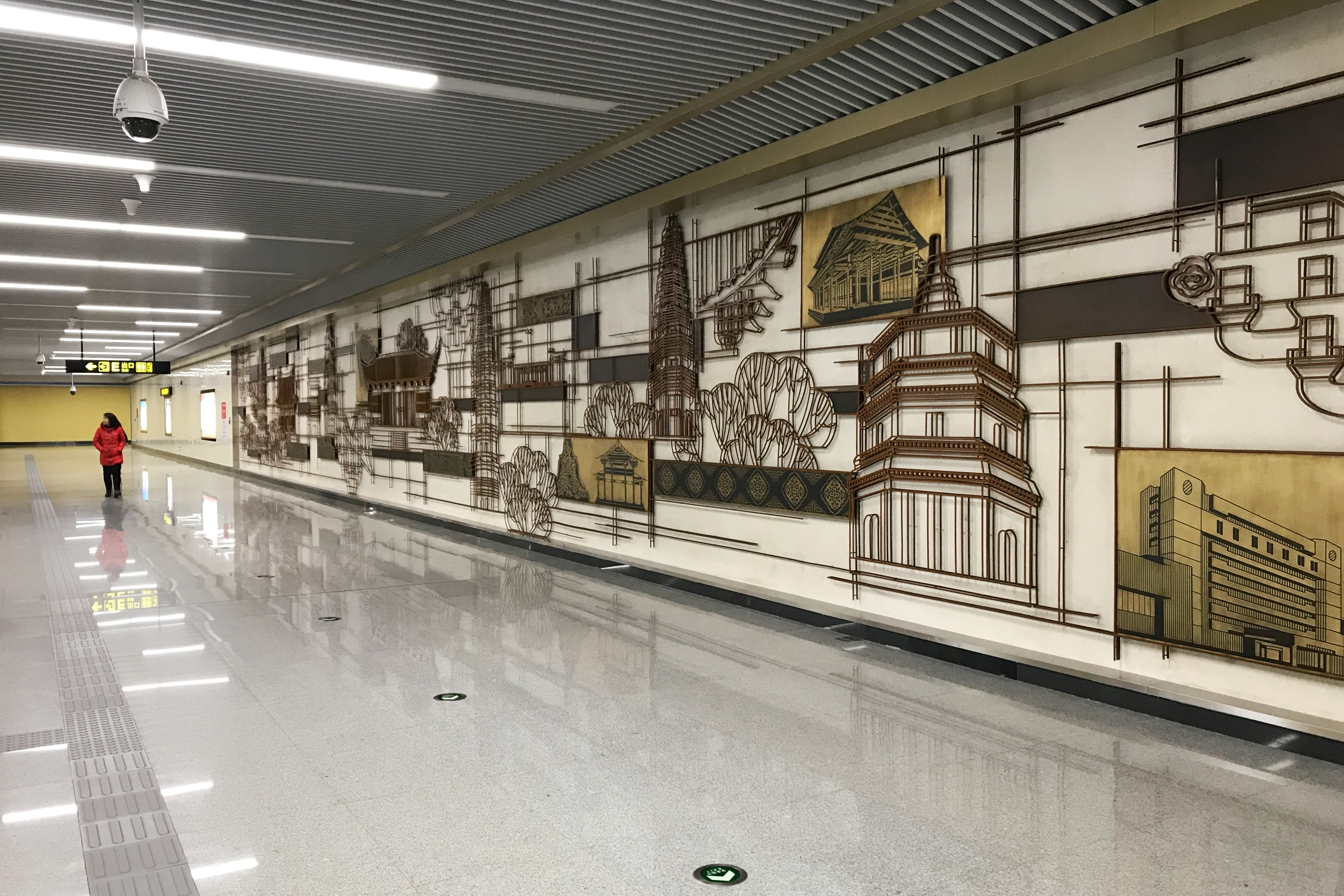
惠济区政府站文化墙

二期工程各站的装修风格与一期车站基本一致，并对惠济区政府站和黄河迎宾馆站进行了重点设计。黄河迎宾馆站以中国画为装修主题，站厅内设有名为“国画文化”的文化墙。惠济区政府站的装修主题为中国古建筑，站厅内设有名为“鸿图华构”的文化墙，同时站厅和站台的吊顶天花采用具有中国建筑特色的“垂花柱”造型。

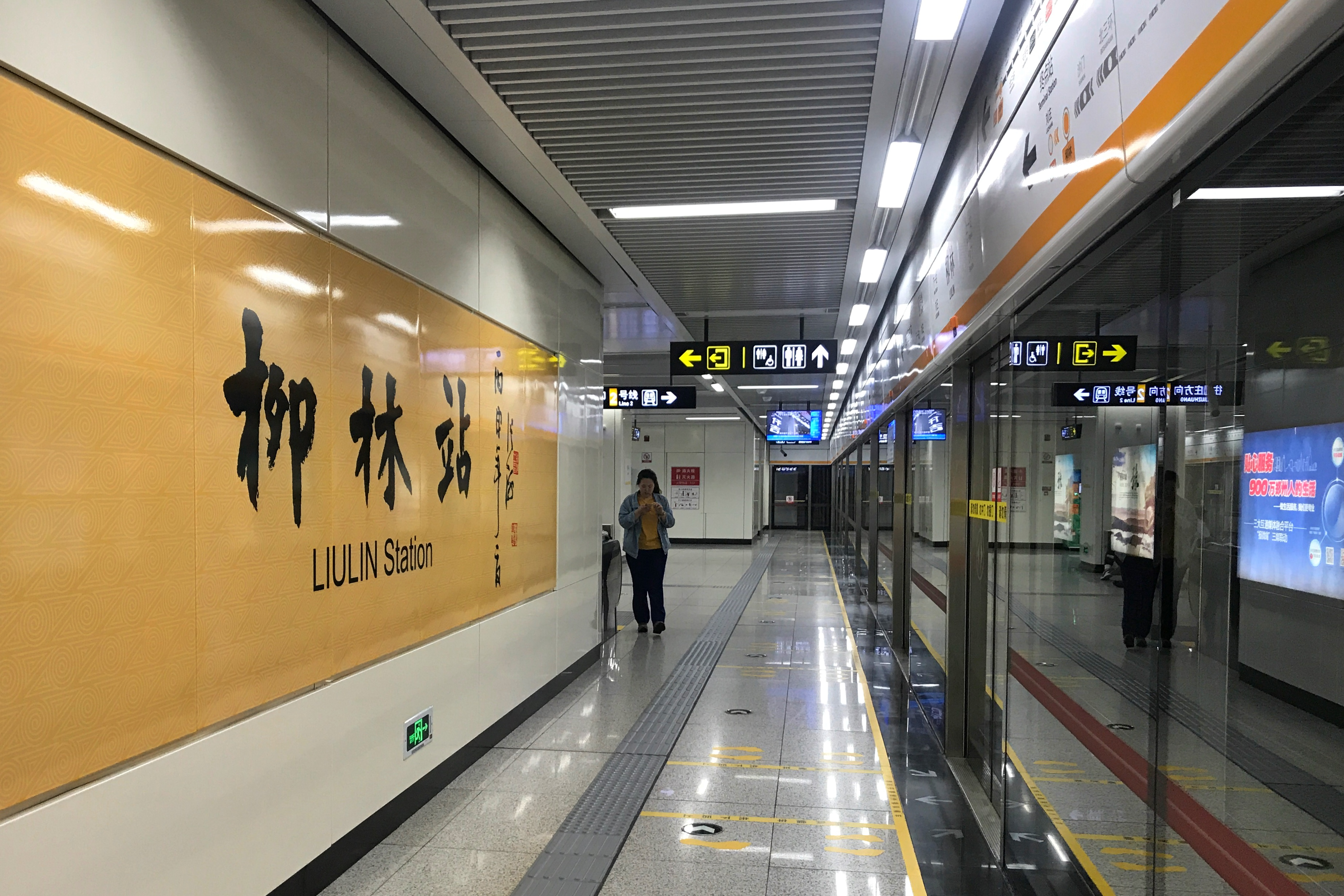
柳林站站台上的书法站名墙

除贾河站外，2号线各站的站台层均设有书法站名墙，采用黑色字体配黄色背景。各站站名的书法由原中国书法家协会主席张海题写。

### 车站列表
| 郑州地铁2号线         |      |                                                  |            |                     |                |                                          |
| 分期                  | 编号 | 站名                                             | 所在行政区 | 换乘                | 启用日期       | 站台设计                                 |
| 二期工程              | 0215 | 贾河                                             | 惠济区     |                     | 2019年12月28日 | 地下侧式站台                             |
| 二期工程              | 0216 | 惠济区政府                                       | 惠济区     | █ 3号线（远期规划） | 2019年12月28日 | 地下岛式站台                             |
| 二期工程              | 0217 | 毛庄                                             | 惠济区     |                     | 2019年12月28日 | 地下岛式站台                             |
| 二期工程              | 0218 | 黄河迎宾馆                                       | 惠济区     | █ 7号线             | 2019年12月28日 | 地下岛式站台                             |
| 二期工程              | 0219 | 金洼                                             | 惠济区     |                     | 2019年12月28日 | 地下岛式站台                             |
| 二期工程              | 0220 | 金达路                                           | 惠济区     |                     | 2019年12月28日 | 地下岛式站台                             |
| 一期工程              | 0221 | 刘庄                                             | 金水区     |                     | 2016年8月19日  | 地下岛式站台                             |
| 一期工程              | 0222 | 柳林                                             | 金水区     |                     | 2016年8月19日  | 地下岛式站台                             |
| 一期工程              | 0223 | 沙门                                             | 金水区     | █ 4号线             | 2016年8月19日  | 地下岛式站台                             |
| 一期工程              | 0224 | 北三环                                           | 金水区     |                     | 2016年8月19日  | 地下岛式站台                             |
| 一期工程              | 0225 | 东风路                                           | 金水区     | █ 8号线             | 2016年8月19日  | 地下岛式站台                             |
| 一期工程              | 0226 | 关虎屯                                           | 金水区     |                     | 2016年8月19日  | 地下岛式站台                             |
| 一期工程              | 0227 | 黄河路                                           | 金水区     | █ 5号线             | 2016年8月19日  | 地下岛式站台                             |
| 一期工程              | 0228 | 紫荆山                                           | 金水区     | █ 1号线             | 2016年8月19日  | 地下岛式站台                             |
| 一期工程              | 0229 | 东大街                                           | 管城回族区 | █ 3号线             | 2016年8月19日  | 地下岛式站台                             |
| 一期工程              | 0230 | 陇海东路                                         | 管城回族区 |                     | 2016年8月19日  | 地下岛式站台                             |
| 一期工程              | 0231 | 二里岗                                           | 管城回族区 | █ 6号线             | 2016年8月19日  | 地下岛式站台                             |
| 一期工程              | 0232 | 南五里堡                                         | 管城回族区 | █ 5号线             | 2016年8月19日  | 地下岛式站台                             |
| 一期工程              | 0233 | 花寨                                             | 管城回族区 |                     | 2016年8月19日  | 地下岛式站台                             |
| 一期工程              | 0234 | 南三环                                           | 管城回族区 |                     | 2016年8月19日  | 地下岛式站台                             |
| 一期工程              | 0235 | 站马屯                                           | 管城回族区 |                     | 2016年8月19日  | 地下岛式站台                             |
| 一期工程              | 0236 | 南四环                                           | 管城回族区 |                     | 2016年8月19日  | 地下岛式站台                             |
| ↓ 贯通运营至 █ 城郊线 |      |                                                  |            |                     |                |                                          |
| 城郊线一期            | 0937 | 十八里河 （规划为2号线终点站，目前为城郊线车站） | 管城回族区 | █ 9号线（远期规划） | 2017年1月12日  | 地下双岛式站台（目前以侧式站台形式呈现） |

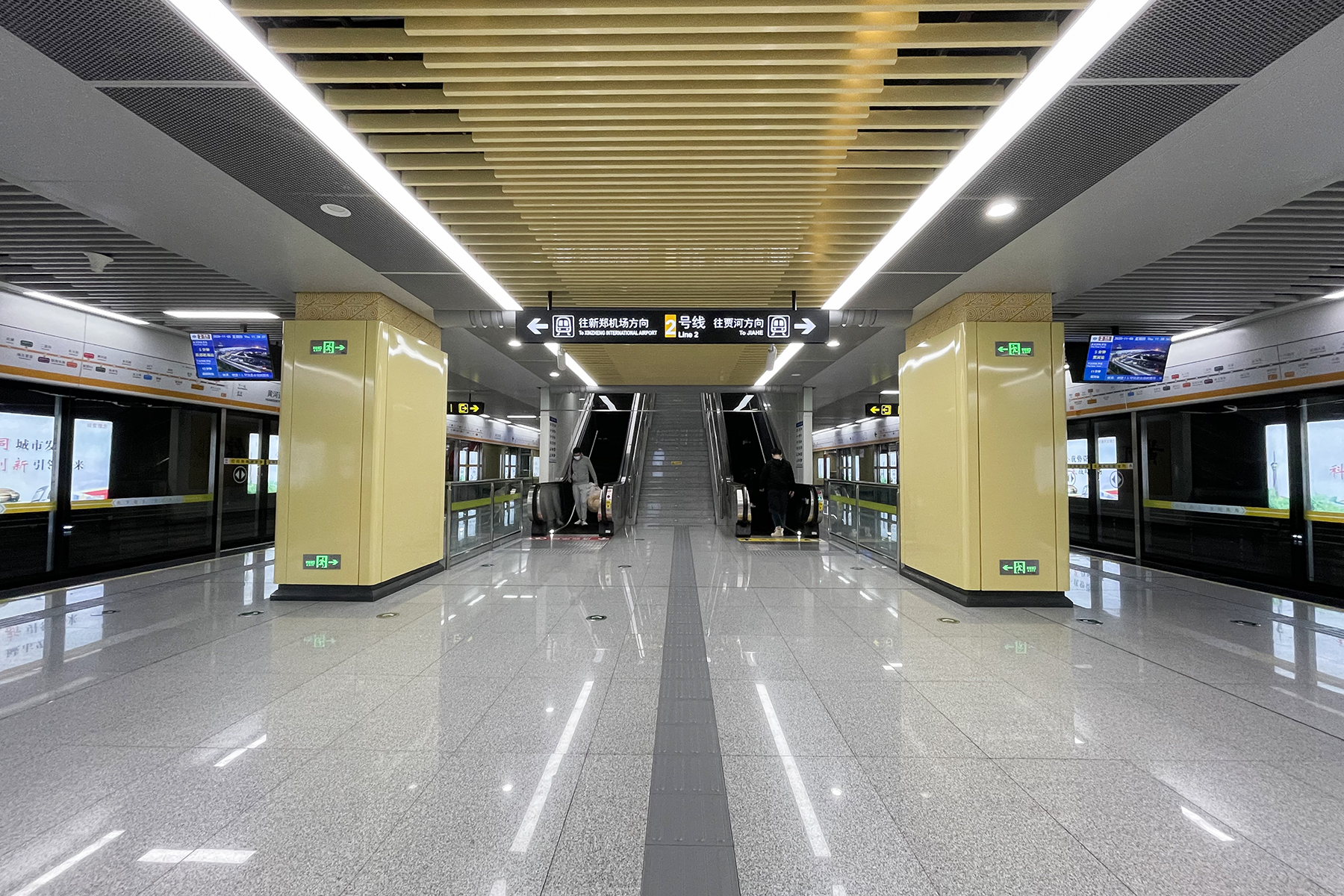
黄河迎宾馆站2号线站台
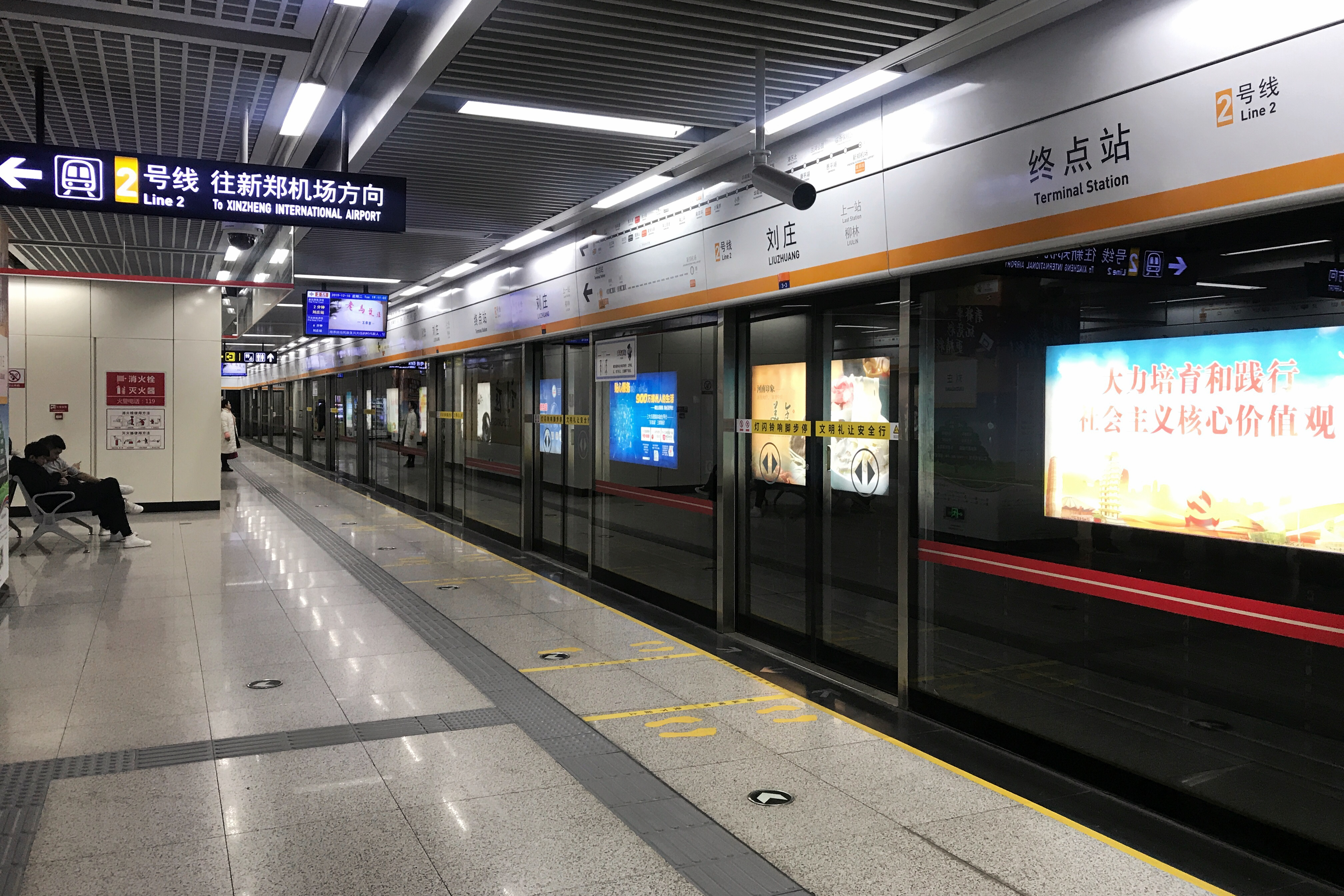
2号线二期开通前的刘庄站站台，该站在二期开通前曾为2号线北端终点站
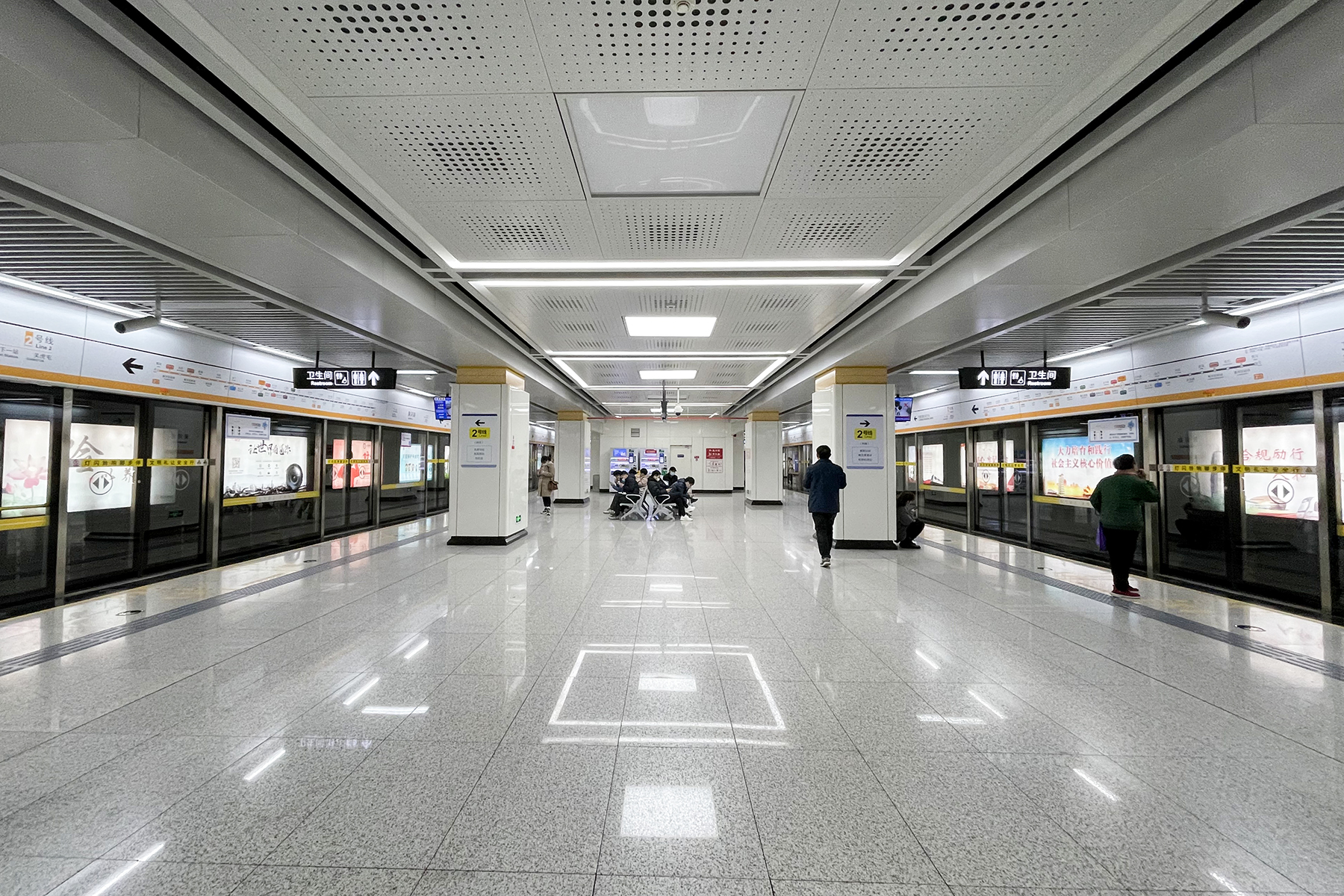
黄河路站2号线站台
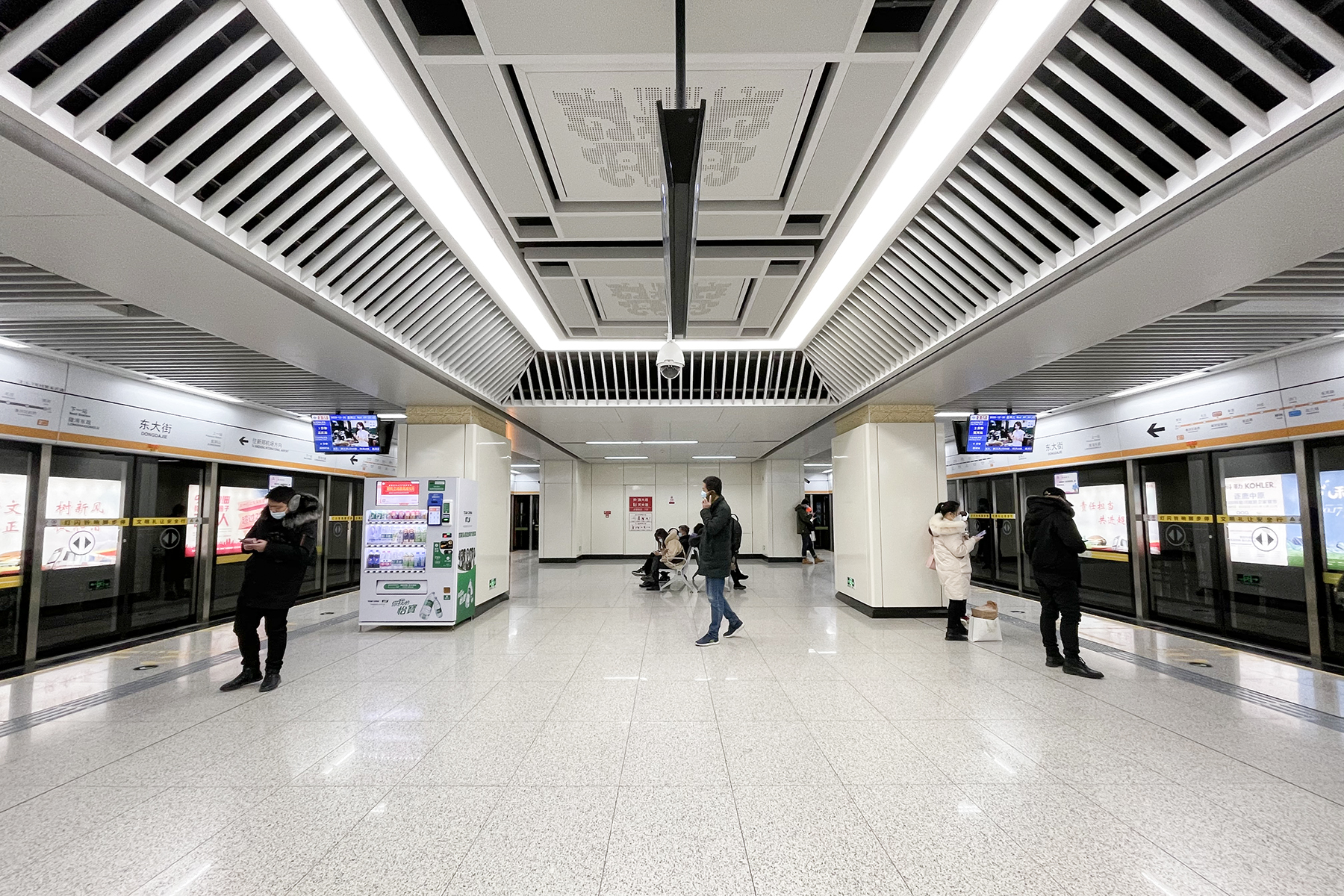
东大街站2号线站台

### 换乘站
2号线目前有8座换乘站，可与1号线、3号线、4号线、5号线、6号线、7号线和8号线换乘，另有2座车站在近期规划中被规划为换乘站。
现有换乘站
- 黄河迎宾馆：与 █ 7号线换乘。
- 沙门：与 █ 4号线换乘，2号线至4号线的换乘为站厅换乘，4号线至2号线的换乘为垂直换乘。
- 东风路：与 █ 8号线换乘。
- 黄河路：与 █ 5号线换乘，采用通道换乘模式，5号线站台的西端有楼梯通道与2号线站台的北端相连。
- 紫荆山：与 █ 1号线换乘，采用单向换乘模式，2号线至1号线的换乘为垂直换乘，1号线至2号线的换乘为站厅换乘，从1号线站台需通过站厅层到达2号线站台。
- 东大街：与 █ 3号线换乘，采用通道换乘模式，2号线站厅与3号线站厅间设有通道连接。
- 二里岗：与 █ 6号线换乘。
- 南五里堡：与 █ 5号线换乘，采用单向换乘模式，5号线至2号线的换乘为垂直换乘，2号线至5号线的换乘为站厅换乘，从2号线站台需通过站厅层到达5号线站台。

规划中换乘站
- 惠济区政府：与 █ 3号线北延线换乘。
- 十八里河：目前为 █ 城郊线车站，规划中为2号线南端终点站，并与 █ 9号线换乘。

## 车辆

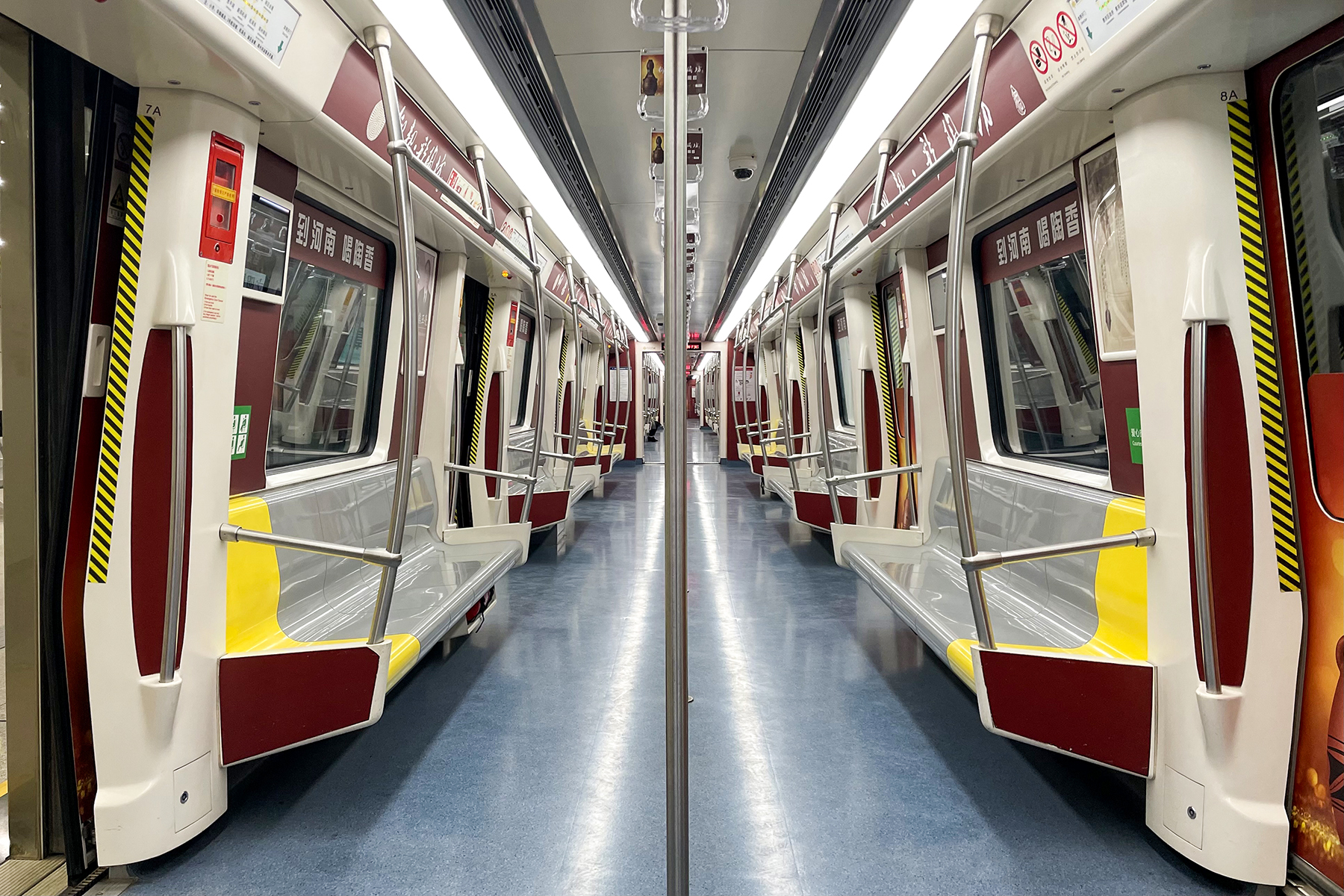
2号线列车内部

2号线采用由南车株洲电力机车有限公司生产（部分于洛阳中车轨道交通装备有限公司组装）的6节编组B型电动列车，最高运行速度为80km/h，额定载客1460人，目前共配属41列。
| 名称          | 制造商   | 车辆编组             | 首车上线时间 | 车辆编号   | 车辆总数 |
| ------------- | -------- | -------------------- | ------------ | ---------- | -------- |
| 2号线一期车辆 | 南车株机 | 6B (Tc+Mp+M+M+Mp+Tc) | 2016         | 0201～0218 | 18列     |
| 2号线增购车辆 | 中车株机 | 6B (Tc+Mp+M+M+Mp+Tc) | 2018         | 0219～0241 | 23列     |

## 附属设施

### 车辆基地

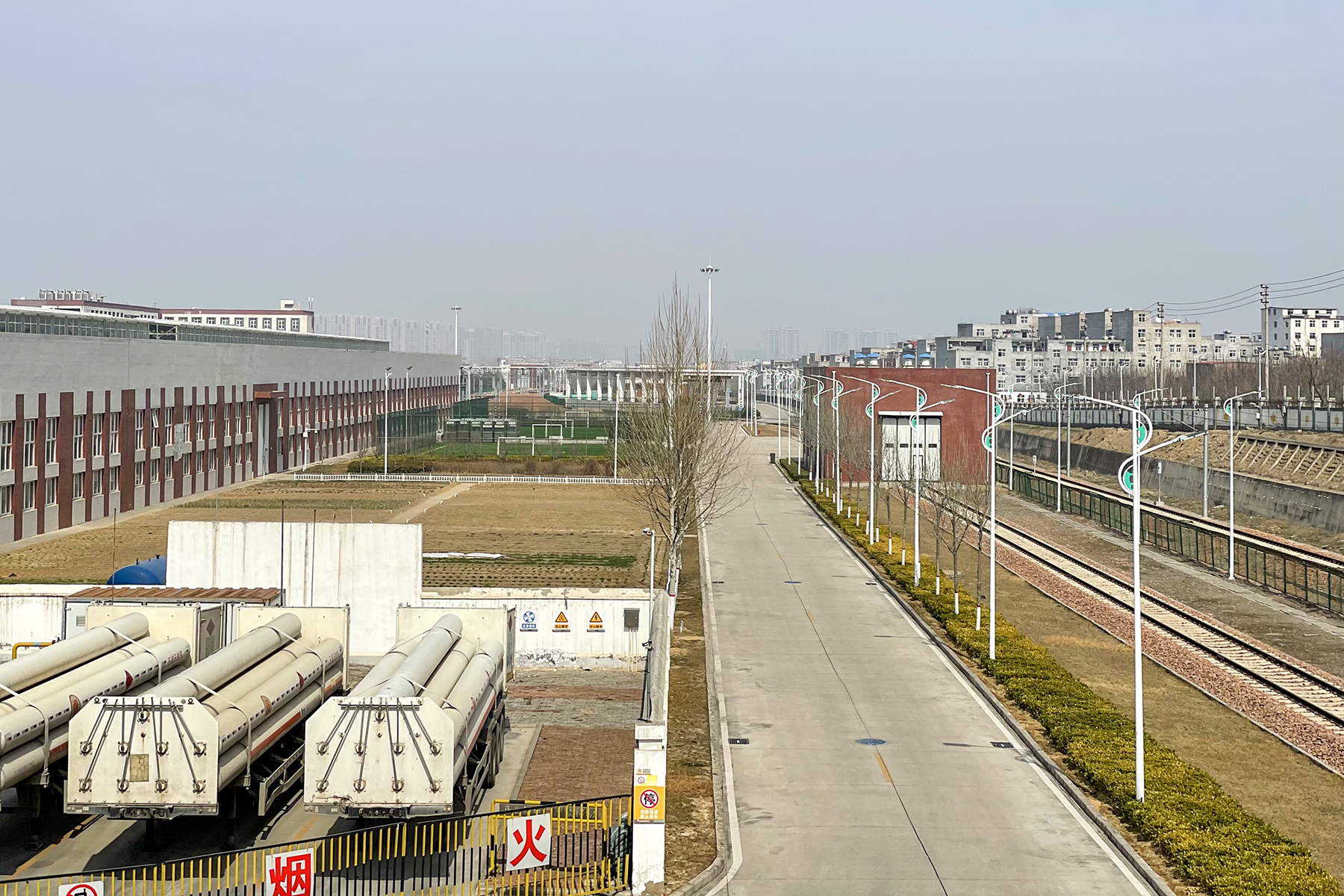
城南车辆段

2号线设有两座车辆基地，分别为城南车辆段和开元路停车场。城南车辆段位于位于107国道以东，南四环以南，南绕城高速以北，临近十八里河站，目前承担2号线列车的停放、列检、定修、临修等任务。开元路停车场位于2号线的最北端，出入段线直接连接贾河站，目前尚未启用。

### 主变电站
2号线设有国基主变电站，位于沙门站附近，同时与1号线共用新华主变电站。

### 控制中心
2号线的调度中心与控制中心与郑州地铁其他运营中线路相同，设于位于郑东新区中兴南路与康宁街交叉口西北角的郑州轨道交通调度中心。

## 历史

### 规划
2006年上半年，郑州市组织编制了《郑州市城市快速轨道交通近期建设规划（2008～2015）》，该规划中包括2号线一期工程。在通过国家发改委、国家文物局、国家环保部等部委的审批后，2009年2月6日，该规划获得国务院批准。
2号线二期工程于2014年4月随《郑州市城市轨道交通近期建设规划（2014-2020年）》获得国家发改委批复。二期工程由贾河站至刘庄站，为一期工程的北延线，全长10.25公里，设车站6座，均为地下线。

### 建设
2号线一期工程由刘庄站至南四环站，全长20.6公里，设车站16座，于2010年12月28日正式开工建设。
二期工程于2016年12月开工建设。

### 运营
2号线一期工程于2016年8月19日通车试运营，成为郑州地铁第二条通车的线路。二期工程于2019年12月28日开通初期运营。
2020年12月26日，2号线末班车发车时间延时到23:00。

## 事故及事件
2021年7月20日，受暴雨及水灾影响，2号线多个站点进水，最终郑州地铁全线停运。8月1日，2号线和城郊线开始恢复性空载试运行，但受2019冠状病毒病疫情爆发影响，于8月3日暂停空载试运行。2号线一期和二期线路分别于2021年9月12日和9月15日恢复载客运营。

## 未来发展
根据郑州地铁的规划，在9号线具备独立运营的条件后，城郊线将被2号线和9号线取代，届时2号线将不再与城郊线贯通运营，并将以十八里河站为南端终点站，同时在此站与9号线实现同台换乘。